# Arthur Besse
Arthur Besse é um pseudônimo escolhido por um grupo de geômetras diferenciais franceses, liderados por Marcel Berger, seguindo o modelo de Nicolas Bourbaki. Diversas monografias foram publicadas com este nome.